# 舜馬順煕
舜馬順煕（しゅんばじゅんき、1185年（淳煕12年） - 1248年（淳祐8年））は、舜天王統2代目で、第2代琉球国王とされる人物である。在位11年（1238年（嘉煕2年） - 1248年（淳祐8年））。神号は其益美（ちやみ、ちゃむい、ちゃみぃ）。
父・舜天の死後、54歳で即位したが、平穏な政治を行ったという事績のみで、他に述べられていない。64歳で死去、世子である義本が即位した。
先代の舜天と同様に、「琉球国中山王」は史書による追封号である。

## 名前
東恩納寛惇は、舜馬順煕という名の意義を不明としたが、原田禹雄は、「島尻（しまじり）」からの由来と考えている。舜馬順煕は、名前として異質であり、『おもろさうし』や『歴代宝案』に見受けられる琉球人の名前における漢字・かな表記とは特殊で、後世になって付けられた諡（おくりな）ではないかと思われる。『中山世譜』は、舜馬順煕の姓を「源（みなもと）」としている。石井望は、舜馬（すま）は宮古八重山に遺留する琉球古語の島だとして、順熙は北宋『集韻』にもとづき「すい」だとした。熙は形声文字の「い」が主流であり、北宋では年号に用いられ、福建で「い」音で普及していたとする。よって舜馬順煕を「すますい」（島添）とする。舜天の母は大里按司の妹なので、島添大里に該当するとした。
神号の「其益美」の読みは、「ちやみ」、「ちゃむい」または「ちゃみぃ」と様々な説がある。『中山世譜』には、「其益美」を神号としているが、『中山世鑑』は、即位する前の名前もしくは称号と記しているのみで、これは童名 (琉球諸島・奄美群島)ではないかとする説もある。
　新屋敷幸繁『新講沖縄一千年史』は其益美を「きやめ」として、糸満の喜屋武岬が１６世紀の屋良座森グスク碑文で「きやめ」に作ることを根拠とした。　石井望は福建字音「きやむい」にもとづき新屋敷説を肯定し、糸満の喜屋武グスク（別名具志川グスク）から１２世紀後半の遺物が出土し舜馬順熙よりも更に古く、舜馬順熙が帰港する船を候望して速報させるため喜屋武岬まで勢力を伸ばしたならば歴史的に理路が通じると推測する。　

## 経歴

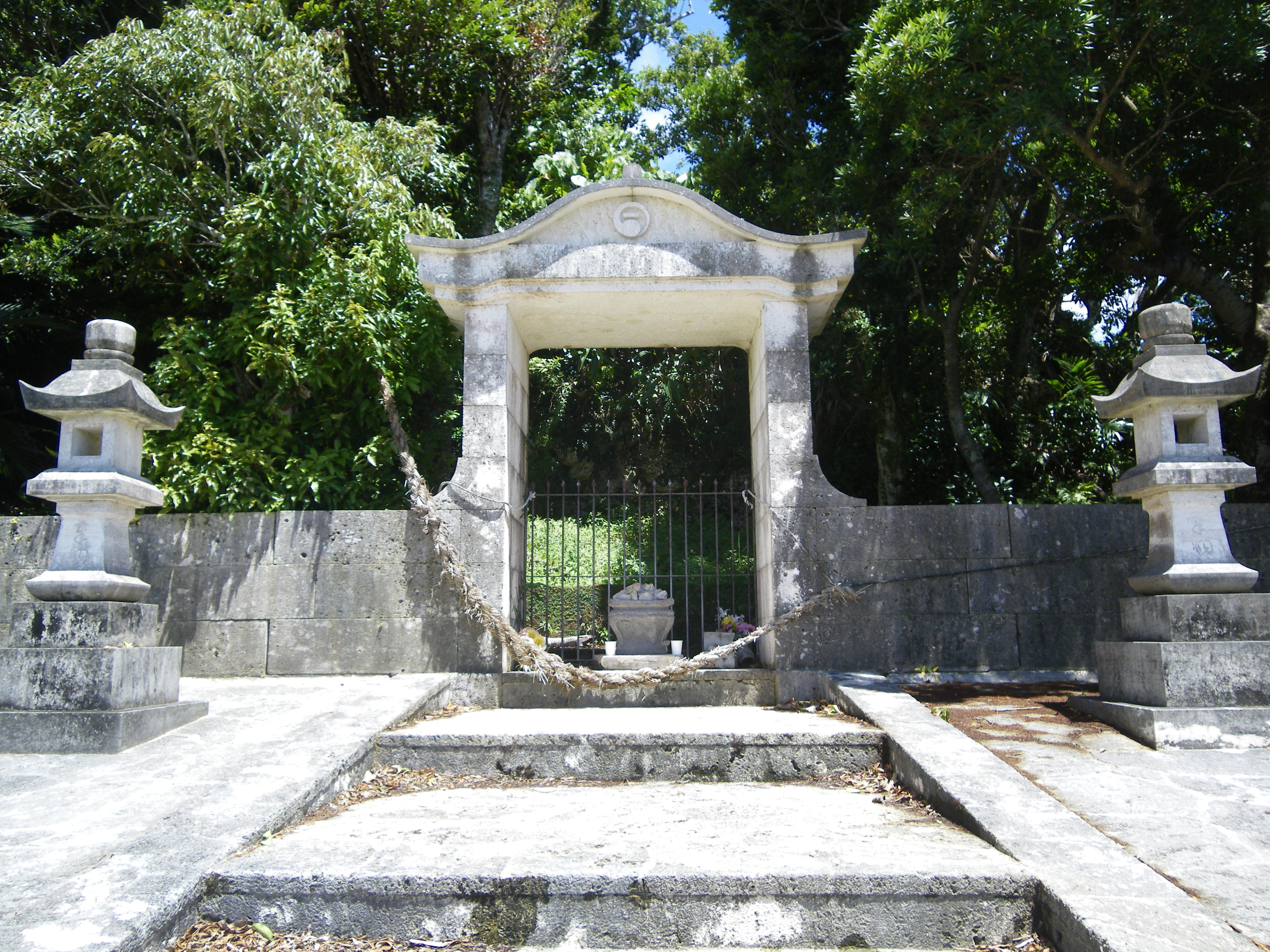
ナスの御嶽。奥に舜馬順煕を含む舜天王統三代の王を葬ったとされる墓がある。

舜馬順煕は、彼を含む舜天王統と同様、存在さえ不明であり、実在しない伝説上の人物と考えられて来た。石井望は、舜馬順煕が「島添」の福建字音だとして、舜馬順煕の実在性を主張する。
舜天王統2代目の王と伝えられ、『中山世鑑』によれば、初代の舜天より「琉球国中山王」の2代目を引き継いだとされる。『中山世鑑』には、父・舜天の第一王子として1185年（淳煕12年）に生誕、舜天の死後、1238年（嘉煕2年）に54歳で即位したとある。また『中山世譜』には、父の舜天の跡を継いで、百姓に慈善を施し、国は安泰であったという記述のみで、舜馬順煕の事績は、他に何も述べられていない。彼が統治していたとされる時期は、小規模のグスクが各地に点在し、まだ沖縄本島全域を支配するまでに至った人物は現れていないとされる。『中山世譜』によれば、天孫氏王統が王城を首里に築き、その後の王統も首里城を居城としていたというが、舜馬順煕らの舜天王統は浦添城と伝えられる。『漂到琉球国記』によると、在位中の1243年（寛元元年、淳祐3年）に、当時の長崎から宋へ渡った一行が琉球に漂着したという。
1248年（淳祐8年）、在位11年にして64歳で死去、翌年に世子である義本が即位した。『中山世譜』によれば、舜馬順煕の母と妃は不伝とある。
世子に義本、子に今帰仁世の主が居たと伝わる。なお、今帰仁世の主二世（不詳）の養子となったのが、英祖王の次男・湧川王子であり、北山世主（今帰仁城主）の座に付いた。

## 陵墓
沖縄県中頭郡北中城村の仲順（ちゅんじゅん）に、「ナスの御嶽」とよばれる御嶽がある。その中に石垣があり、その奥の岩が当御嶽の本体（イベ）である。さらにその岩の上に、舜天と舜馬順煕の二人の王（もしくは義本を含めた舜天王統三代）を葬ったとされる、コンクリート製の墓が存在する。

## 家族
- 父：舜天
- 母：不詳
- 妃：不詳
- 世子：義本（三代目国王）
- 子：今帰仁世の主